# Лалуре-Лаффито
Лалуре́-Лаффито́ (фр. Lalouret-Laffiteau, окс. Laloret e era Fitau) — коммуна во Франции, находится в регионе Юг — Пиренеи. Департамент — Верхняя Гаронна. Входит в состав кантона Сен-Годенс. Округ коммуны — Сен-Годенс.
Код INSEE коммуны — 31268.

## География

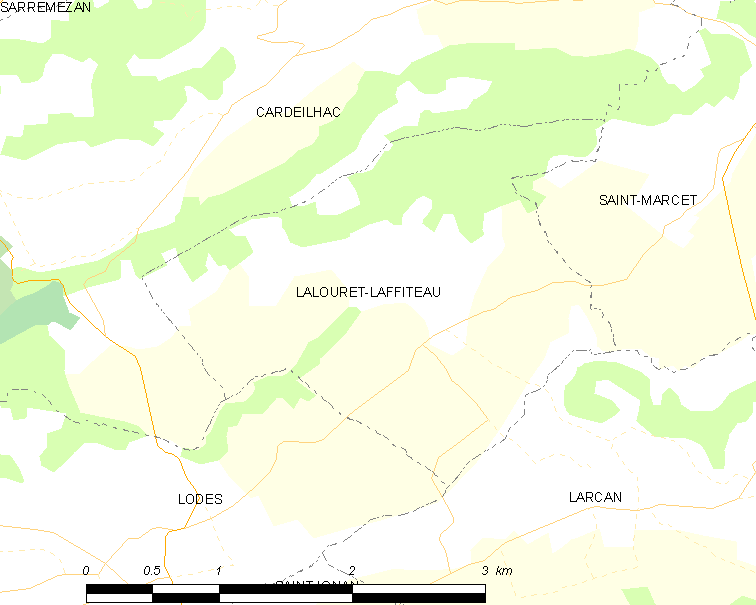
Карта коммуны

Коммуна расположена приблизительно в 650 км к югу от Парижа, в 80 км к юго-западу от Тулузы.

## Климат
Климат умеренно-океанический. Зима мягкая и снежная, весна характеризуется сильными дождями и грозами, лето сухое и жаркое, осень солнечная. Преобладают сильные юго-восточные и северо-западные ветры.

## Население
Население коммуны на 2010 год составляло 140 человек.
| 1962 | 1968 | 1975 | 1982 | 1990 | 1999 | 2010 |
| ---- | ---- | ---- | ---- | ---- | ---- | ---- |
| 144  | 124  | 111  | 104  | 113  | 108  | 140  |

## Администрация
| Период   | Период | Фамилия          | Партия | Примечания |
| -------- | ------ | ---------------- | ------ | ---------- |
| 1959 (?) | 1983   | Жан-Пьер Сенж    |        |            |
| 1983     | 2020   | Жан-Клод Лаффорг |        |            |

## Экономика
В 2010 году среди 90 человек трудоспособного возраста (15—64 лет) 60 были экономически активными, 30 — неактивными (показатель активности — 66,7 %, в 1999 году было 71,6 %). Из 60 активных жителей работали 56 человек (30 мужчин и 26 женщин), безработных было 4 (2 мужчин и 2 женщины). Среди 30 неактивных 8 человек были учениками или студентами, 13 — пенсионерами, 9 были неактивными по другим причинам.

## Достопримечательности
- Церковь Св. Лаврентия